# 扎巴依喀勒山空难
扎巴依喀勒山空难是1949年8月25日发生在苏联扎巴依喀勒山（又称外贝加尔山脉）的「空难事件」。事件造成领导三区政权（在苏联史料中仍称为東突厥斯坦共和國，其针对中国的武装斗争在中华民国史料中称“伊宁事变”，在中华人民共和国被称为“三区革命”）的部分重要领导人死亡。
事故发生时，苏联扶植的東突厥斯坦共和國正派出代表团赴北京与毛泽东政权谈判。阿合买提江·哈斯木在事故中当场死亡，而由继任的赛福鼎·艾则孜领导的下一届代表团很快同意将三区并入新成立的中华人民共和国。

## 涉事客机
涉事客机是注册号СССР-Л1844的一架伊留申Ил-12П型运输机，工厂编号为93013514，序列号为35-14。这架飞机于1949年6月27日，即在事件发生前不到两个月由莫斯科«Знамя Труда»工厂建造，配属苏联民用航空队总局（俄航Aeroflot的前身），并被分配至第29航空运输航空分遣队。至事故发生时，涉事客机仅积累了92个飞行小时。

## 背景
1944年，新疆北部地区爆发了大规模的反华民族解放运动，并在苏联扶植下成立了号称“東突厥斯坦共和國”的傀儡政府。此后苏联同中国（蒋介石政府）相继于1945年和1946年签订了《中蘇友好同盟條約》和《十一条和平条款》，苏联保证不再干预新疆并停止援助叛军，理论上东突国将于1946年解散并改组为“新盟”，但是实际上该地依然处于割据状态，事实上，共和国继续存在，保留了独立国家实体的所有属性，包括一支做好战斗准备的军队。中共方面原本计划1950年左右才进军新疆，直到1949年，中共都没有对新疆的民族解放运动表明态度，也没有采取任何行动与之建立联系。
1949年8月，中共方面已明显即将在第二次国共内战中取胜，中共中央派代表鄧力群赴新疆省，面见三區革命方面的新疆保卫和平民主同盟主席阿合買提江·哈斯木，遞交了毛澤東发給三區人民政府的電函，其內容有：“你們多年來的奮斗，是我全中國人民民主革命運動的一部分，隨著西北人民解放戰爭的勝利發展，新疆的全部解放已為期不遠，你們的奮斗即將獲得最后的成功。”電函邀請三區方面派出5名代表參加即将召开的中國人民政治協商會議第一届全体会议。
阿合買提江·哈斯木领导的新疆保卫和平民主同盟收到該電函，迅速于8月20日回電毛澤東称，
全国人民新政治协商会议筹备主任、敬爱的毛泽东先生：

来信已悉，蒙你向我们所提出的问题是很久以来全省人民所期望的，我们认为人民解放战争的伟大胜利，同时就是全世界和全新疆人民的胜利，所以我们以最高的热情来向敬爱的毛泽东先生表示致谢和兴奋，并派代表前往北平参加人民新政治协商会议。谨此电达。

特区人民代表阿合买提江

8月20日伊宁
三區革命政府決定派阿合買提江·哈斯木（維吾爾族）、伊斯哈克伯克·穆努诺夫（柯爾克孜族）、阿不都克里木·阿巴索夫（維吾爾族）、达列力汗·苏古尔巴也夫（哈薩克族）、羅志（漢族）这5人組成代表團赴北平參加中國人民政治協商會議第一届全体会议。三區方面的工作交賽福鼎·艾则孜主持。8月22日，阿合买提江·哈斯木等5人代表团及随员3人自伊宁起程，经苏联赴北平。

## 机组成员和乘客

### 机组
俄国事故记录中对机组名称只记录了姓氏和名字及父名缩写。以下注释中的全名为后世一些研究者推测。
- 机长 — Яковлев А. В.
- 副机师 — Лобачев В. И. [註 5]
- 飞航工程师 — Борщ Е. А. [註 6]
- 无线电操作员 — Гуревич В. К. [註 7]
- 领航员 — Яковлев Ф. Я.

### 乘客
根据俄国记载，事故客机搭乘了9名乘客，其中包括新盟领导人。但是多数中国史料仅记载了其中8人的身份，另有一名乘客身份不明。根据一些说法，此人有可能是蘇聯駐伊宁副領事瓦西里·鲍里索夫（Василий Борисов） 除此之外，中华人民共和国记载中还有称死者共17人的说法，明显与俄国记载不符，然而这些来源并未说明具体是哪些人。一种说法是，这个数字的来源是9月3日苏联向賽福鼎·艾则孜所发的电报中通报。
- 阿合买提江·哈斯木（代表团团长，新盟领导人，维吾尔族）
- 阿不都克里木·阿巴索夫（代表团团员，维吾尔族，新盟新闻情报处处长[14]）
- 伊斯哈克伯克·穆努诺夫（又译作“伊斯阿克江”，“伊斯哈克江”，代表团团员，新盟中央委员[14]，柯尔克孜族）
- 达列力汗·苏古尔巴也夫（代表团团员，东突国民军副司令，哈萨克族）
- 罗志（代表团团员，汉族）
- 阿不都热西提·伊敏诺夫（工作人员，翻译[8]，维吾尔族）
- 艾尼·克力莫夫（工作人员，维吾尔族）
- 乌斯曼江·纳斯里（工作人员，维吾尔族）
- ？瓦西里·鲍里索夫（Василий Борисов，蘇聯駐伊宁[註 8]副領事[8]？）

| 阿合买提江· 哈斯木 | 阿不都克里木· 阿巴索夫 | 伊斯哈克伯克· 穆努诺夫 | 达列力汗· 苏古尔巴也夫 | 罗志 |

## 坠机过程
以下说法来自俄国方面的事故记录和调查报告。其中内容和后世中共方面记载多有出入，具体参见#事故细节之其他说法章节。
1949年8月24日，涉事客机执行特殊航班任务，从阿拉木图飞往赤塔。机上除机组成员外搭载9名乘客，其中可能包括自封的东突厥斯坦共和国政府成员，以及600公斤货物。24日12:58分（莫斯科时间，当地时间16:58），因为白昼时间不足，飞机在克拉斯诺亚尔斯克停留过夜。
涉事客机于第二天早晨，即8月25日02:25分（莫斯科时间）起飞前往伊尔库茨克。
03:52，机组联系了伊尔库茨克RDS，报告其从克拉斯诺亚尔斯克出发以3000米高度飞往赤塔，并请求进入伊尔库茨克RDS，机组获得了许可并进入了伊尔库茨克RDS.
04:30, 机组报告称遇到结冰并向伊尔库茨克RDS请求下降至2400m并继续飞往赤塔，RDS给予了许可。
04:45，飞机飞越了伊尔库茨克。04:56分，伊尔库茨克RDS向机组通报了伊尔库茨克-赤塔航路的天气情况：（上层和中层云量7-10点，伊尔库茨克至乌兰乌德段云层高度300-600米，乌兰乌德至赤塔段600-1000米；阵雨，云中有结冰现象，能见度10公里，高度2-3千米处为西北风，风速40-50km/h），以及目的地赤塔于07:00至08:00的天气情况：云量5-9点，高度600-1000米层积云和积云，无降水，能见度10公里，西南风，风速9-12米/秒，阵风15-17米/秒。

### 失踪
8月25日05:12，涉事飞机最后一次与伊尔库茨克RDS通联，但是因为空管正和其他飞机联系而被要求等待一分钟。此后伊尔库茨克RDS于05:15试图呼叫该飞机，但没有获得回应。机组也未联系其他机场。

### 寻获残骸
8月29日，СССР-Л1844的残骸于卡巴尼亚山（горы Кабанья，海拔1479米）东麓约1350-1400m海拔处被寻获。残骸所在地位于卡班斯克以南31公里，据此推测飞机于最后一次通联后1～2分钟撞地。
有说法称，飞机残骸最初由猎人甘亚(Ганя)和提莫菲·亚戈丁(Тимофей Ягодины)发现,尽管事故现场同时散落着俄国人和中国人的尸体，但是他们还是因为残骸场中散落的中国地毯，手表和金饰认为这是一架中国飞机。他们随后回去报告了这一发现，此后立即有士兵被派往现场，将尸体从山上搬下并再用斯图贝克卡车运至乌兰乌德；而无法回收的物品则被命令打碎，并当场焚烧。死者尸体直到1950年3月中苏友好同盟互助条约签订后才被交还给家属。

## 事故调查

### 事故现场
根据法医检查结果记录，机上所有人员（包括5名机组成员和9名乘客）在撞击时当场死亡。
根据委员会的结论，飞机撞地前工作状态良好。但无法确定飞机从被指定的2400米飞行高度的下降至1200米的原因。
目前，飞机残骸仍留在原处，偶有俄国人前往探访的报道。

## 事故细节之其他说法

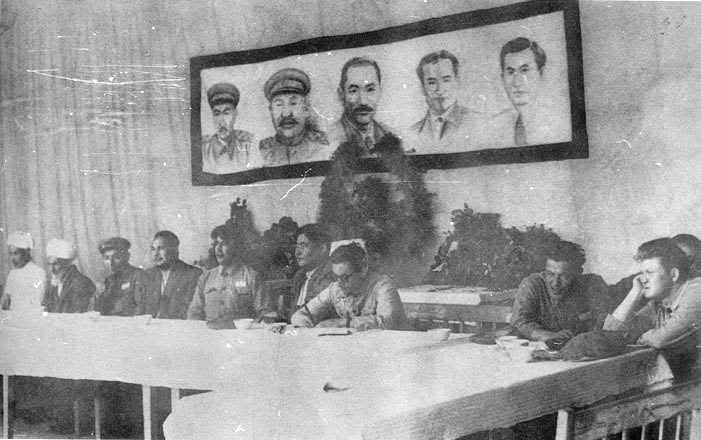
新盟方面至事故后两个多月才于1949年11月1日公布阿哈买提江·哈斯木等人死讯。

### 事故日期和死亡人数争议
根据俄国保留的事故记录，坠机事故发生的事件是前文描述的8月25日。然而许多中国大陆文献记载这次空难发生于1949年8月27日，死亡人数也和俄国记载不符。有说法称，这一版本的来源可能是继任东突国领导人的賽福鼎·艾则孜于9月初经同一条航线前往北平时，被告知了一个和后来俄国事故记录不同的故事：“…代表团的飞机在伊尔库茨克停留了三天。第三天，天气转好后，飞机起飞，但在贝加尔湖上空因强烈飓风无法攀升到必要高度，接到命令返回机场。飞机开始转弯，转了60°，然后与它的联系突然中断。搜索飞机被派往预计坠机地点，在一个深裂谷中发现了焦黑的树木。应莫斯科的命令，一支登山队被派往该地区搜索，他们试图在一周内到达飞机坠毁地点，但未能成功。”... 也有说法称这些说法来自于9月3日苏联向賽福鼎·艾则孜发的电报中的通报，其中提到飞机于8月27日因天气恶劣撞山坠毁，机上17人全部死亡。
賽福鼎·艾则孜回忆说，当他飞越该地区时，他通过望远镜看到了坠机现场和“可能是尸体”，距离飞机残骸“相当远” 更加合作的賽福鼎·艾则孜随后抵达北京，签署了文件，规定东突国并入中国，随后东突厥斯坦人民革命党解散。

### 阴谋论
有说法称此事件並非「空難」而是史達林與毛澤東共同進行政治謀殺，三区革命的代表團是被克格勃關在原沙皇的馬廄裡，隨後遭到處決。國民政府的資料則顯示，史達林為排除地方民族勢力協助中共進軍新疆，用陰謀手段平定三區之亂，罹難的消息在兩個月後才公佈。曾在新疆敵後游擊的國軍張達鈞（张大军）則表示中共強行要求解散東突國、改編三區武裝，迫使伊斯阿克江（即伊斯哈克别克）殺害中共駐疆地下人員300人，蘇聯立即派兵平亂，當場擊斃阿巴索夫、伊斯阿克江，翌日又以煽動罪槍斃阿合買提江，至於阿合買提江等人搭機撞山罹難，只是給外界一個交代而已。
曾参与刺杀托洛茨基和窃取曼哈顿计划之原子弹情报的间谍帕维尔·苏多普拉托夫在他于1994年出版的自传《特殊任务》中也提到了这一问题。此外据称，其同事內厄姆·艾廷貢也参与了这些活动。

## 善后
中共中央闻讯后当即致電，對三區方面代表遇難表示了沉痛哀悼，同時还指示三区方面另行組成賽福鼎·艾则孜（维吾尔族）、阿里木江·哈肯巴也夫（乌孜别克族）、涂治（汉族）3人代表團，由賽福鼎·艾则孜率領，尽快趕赴北平。賽福鼎·艾则孜一行先赴蘇聯乘飛機至赤塔，再乘火車經滿洲里，於9月15日抵達北平。
后来，直到11月1日，伊宁的新疆保卫和平民主同盟中央委员会才发布讣告，向新疆人民公布了阿合买提江等5人因飞机失事而遇难的消息。 11月12日，“新盟”中央发布了三区革命5周年庆祝口号，共5条。其中第二条是：“坚决打击散布民族分裂主义和民族主义种子的坏分子！”第四条是：“坚决反对牺牲人民利益，为帝国主义、殖民主义效劳的泛突厥主义”。
1950年4月，包括8位革命领导人在内的遇难者遗骸由苏联运回伊犁，其中7位葬在伊宁市新华西路现伊犁哈萨克自治州财贸学校院内，1957年7月新疆维吾尔自治区人民政府又拨出专款兴建了位于今伊宁市阿合买提江街人民公园内西侧的三区革命烈士陵园，7位烈士迁葬于此。民族军副司令达列力汗·苏古尔巴也夫（哈萨克族）葬在承化县（今阿勒泰市）。

## 笔记
1. 1 2  日期根据俄国记载。许多中华人民共和国记载称此事发生于8月27日，参见#事故日期和死亡人数争议章节
2. ↑  关于飞机曾在伊尔库茨克停留的说法，参见#事故日期和死亡人数争议章节
3. ↑  一说17人，参见#机组成员和乘客和#事故日期和死亡人数争议章节
4. ↑  在中共叙事中，東突厥斯坦共和國已经被清算，其余部改组为“新盟”。但不管是俄国事故记录中[1]还是对此事的研究一般都继续称之为“东突国”和“VTR”一类。事实上，阿合买提江政权当时仍保持割据状态，保留了独立国家实体的所有属性，包括一支做好战斗准备的军队[2]
5. ↑  Владимир Иванович Лобачёв, 上尉，高级飞行员，被授予两个红旗勋章，红星勋章，二级卫国战争勋章，在第229战斗机航空师第821战斗机航空团服役。 [7]
6. ↑  Ефим Афанасьевич Борщ，乌克兰切尔尼戈夫人，曾被授予红星勋章，和勇气勋章。[7]
7. ↑  Василий Константинович Гуревич，曾被授予红星勋章。[7]
8. ↑  俄国沿用当地旧名音译Кульджа
9. ↑  Районная диспетчерская служба,大致相当于中国所称的区调或Center，下同
10. ↑  7-10 баллов，大致相当于Broken至Overcast
11. ↑  5-9 баллов，大致相当于Broken至Overcast
12. ↑  中共与苏共决裂后，东突人民革命党又再次活跃起来，继续在俄国支持下进行主张分裂新疆在内的中国领土的活动，该党直至苏联灭亡前夕才于1989年左右停止活动。中共方面在1990年代称之为“最严重的分离主义反革命阴谋”[16][17]。